# Orsa rufitibia
Orsa rufitibia là một loài bướm đêm trong họ Noctuidae.